# Andreas Qassim
Shoki Andreas Magnusson Qassim, född 23 maj 1977 i Växjö, är en svensk serietecknare och animatör. 
Han arbetade av och till som Bamsetecknare åren 2000–2017, tecknade ett femtiotal Bamseserier samt arbetade med figurdesign och layout på biofilmerna om Bamse. Egna serieskapelser innefattar The Incredible Stjärtman och The Pacifiers. 
Qassim är även saxofonist i storbandet Bobbe Big Band och alumn från Lundaspexarna där han spelade i orkestern. I april 2007 tilldelades han Moseakademiens hederspris Den Gyllene Hammaren för bestående insatser i spexet. 

## Bamseserier
Qassim har tecknat ett femtiotal Bamseserier, publicerade åren 2001–2015. Några av dem har han även tuschat.
| År   | Titel                                                      | Kod     | Sid. | Publicering                                   | Manus                                    | Tusch           |
| ---- | ---------------------------------------------------------- | ------- | ---- | --------------------------------------------- | ---------------------------------------- | --------------- |
| 2001 | Latulf och Slöfox och godiset                              | BA97096 | 8    | Bamse #335 – 2/2001                           | Joakim Gunnarsson och Jan Magnusson      | Ann Härdfeldt   |
| 2001 | Bamse och karusellhjulet                                   | BA99096 | 16   | Bamse #338 – 5/2001                           | Olof Siverbo                             | Ann Härdfeldt   |
| 2001 | Skalman och städmojängen                                   | BA01025 | 1    | Bamse #342 – 9/2001                           | Sören Axén                               | Ann Härdfeldt   |
| 2001 | Bamse och Hulle Hårding                                    | BA00192 | 20   | Bamse #347 – 14/2001                          | Olof Siverbo                             | Ann Härdfeldt   |
| 2001 | Skalman och finätaren                                      | BA01027 | 4    | Bamse #347 – 14/2001                          | Jan Magnusson                            | Kerstin Hamberg |
| 2002 | Bamses skola: berättelsen om Wilhelm Tell                  | BA02178 | 1    | Bamse #362 – 14/2002                          | Sören Axén                               | Ann Härdfeldt   |
| 2002 | Knocke och Smocke och julklapparna                         | BA00154 | 9    | Bamse #366 – 18/2002                          | Olof Siverbo                             | Ann Härdfeldt   |
| 2003 | Burre och maskeraden                                       | BA01099 | 10   | Bamse #373 – 7/2003                           | Sören Axén och Jan Magnusson             | Ann Härdfeldt   |
| 2004 | Bamse och husvagnsfolket                                   | BA02258 | 11   | Bamse #391 – 7/2004                           | Mårten Melin                             | Ann Härdfeldt   |
| 2005 | Äventyr i Dunkelberg                                       | BA04214 | 15   | Bamse #412-413 – 10-11/2005                   | Mårten Melin                             | Ann Härdfeldt   |
| 2005 | Bamse och sprängningen på Regamana-ön                      | BA05098 | 16   | Bamse #420 – 18/2005                          | Mårten Melin                             | Bernt Hanson    |
| 2006 | Bamse i krokodilens håla                                   | BA05125 | 15   | Bamse #423 – 3/2006                           | Lisbeth Wremby och Mårten Melin          | Bernt Hanson    |
| 2006 | Gammel-Sork och Snackan                                    | BA05196 | 4    | Bamse #425 – 5/2006                           | Susanne Adolfsson                        | Ann Härdfeldt   |
| 2006 | Reinards stora kupp del 1: Glada dagar för tuffa tuffingar | BA05241 | 4    | Bamse #427 – 7/2006                           | Mårten Melin                             | Kerstin Hamberg |
| 2006 | Reinards stora kupp del 2: Bamse är tillbaka!              | BA05242 | 5    | Bamse #427 – 7/2006                           | Mårten Melin                             | Kerstin Hamberg |
| 2006 | Busifer och Brumma                                         | BA05037 | 6    | Bamse #429 – 9/2006                           | Susanne Adolfsson                        | Ann Härdfeldt   |
| 2006 | Bamse och Tutelutt                                         | BA05030 | 19   | Bamse #433 – 13/2006                          | Rune Andréasson och Mårten Melin         | Kerstin Hamberg |
| 2006 | Reinards julelakheter                                      | BA06000 | 18   | Bamse #437 – 17/2006                          | Susanne Adolfsson                        | Kerstin Hamberg |
| 2007 | Reinards lag-bok                                           | BA06159 | 13   | Bamse #441 – 3/2007                           | Mårten Melin                             | Ann Härdfeldt   |
| 2007 | Smugglarbaronens hemliga gång                              | BA05218 | 10   | Bamse #444 – 6/2007                           | Olof Siverbo                             | Ann Härdfeldt   |
| 2007 | Var är Bamse?                                              | BA06169 | 6    | Bamse #446 – 8/2007                           | S. Adolfsson, J. Gunnarsson och M. Melin | Ann Härdfeldt   |
| 2007 | Bamses skola om dinosaurier                                | BA06210 | 1    | Bamse #447 – 9/2007                           | Mårten Melin                             | Kerstin Hamberg |
| 2007 | Happ blir husvill                                          | BA06135 | 7    | Bamse #451 – 13/2007                          | Susanne Adolfsson                        | Ann Härdfeldt   |
| 2007 | Kan man leka tre?                                          | BA06150 | 5    | Bamse #451 – 13/2007                          | Susanne Adolfsson                        | Ann Härdfeldt   |
| 2007 | ”Fule Fritte” (1/2)                                        | PM46    | 6    | Bamse #452 – 14/2007                          | Rune Andréasson                          | Bernt Hanson    |
| 2007 | Bamses skola om mobbning                                   | BA07138 | 1    | Bamse #452 – 14/2007                          | Mårten Melin                             | Ann Härdfeldt   |
| 2007 | Dorabella och prins Räv-Rusk (2/2)                         | PM47    | 14   | Bamse #452 – 14/2007                          | Rune Andréasson                          | Ann Härdfeldt   |
| 2007 | Bamse i tutelutternas dal                                  | BA07045 | 17   | Bamse #454 – 16/2007                          | Joakim Gunnarsson och Mårten Melin       | Kerstin Hamberg |
| 2008 | Vem är egentligen världsmästare i elakhet?                 | BA07028 | 12   | Bamse #458 – 2/2008                           | Mårten Melin                             | Kerstin Hamberg |
| 2008 | Bamse i framtiden                                          | BA07147 | 14   | Bamse #459 – 3/2008                           | Mårten Melin och Susanne Adolfsson       | Kerstin Hamberg |
| 2008 | Det här kan du göra för miljön                             | BA07160 | 1    | Bamse #459 – 3/2008                           | Mårten Melin                             | Kerstin Hamberg |
| 2008 | Junior-VM i ishockey                                       | BA07156 | 18   | Bamse #462 – 6/2008                           | Susanne Adolfsson                        | Kerstin Hamberg |
| 2008 | Bamses skola Kanada                                        | BA07157 | 1    | Bamse #462 – 6/2008                           | Susanne Adolfsson                        | Kerstin Hamberg |
| 2008 | Reinards mirakelmust                                       | BA07192 | 10   | Bamse #468 – 12/2008                          | Susanne Adolfsson                        | Kerstin Hamberg |
| 2008 | Bamse och den stora batteriinsamlingen                     |         | 8    | Bamse och den stora batteriinsamlingen (2008) | Mårten Melin                             | Kerstin Hamberg |
| 2008 | Bamses skola om batterier                                  |         | 2    | Bamse och den stora batteriinsamlingen (2008) | Mårten Melin                             | Kerstin Hamberg |
| 2009 | Sommar, sol och badköping                                  | PM34    | 20   | Bamse #484-485 – 10-11/2009                   | Rune Andréasson                          | Kerstin Hamberg |
| 2009 | Kick-Nicke                                                 | PM55    | 10   | Bamse #486 – 12/2009                          | Rune Andréasson                          | Kerstin Hamberg |
| 2009 | Själv-mål eller glädje-mål                                 | PM56    | 8    | Bamse #490 – 16/2009                          | Rune Andréasson                          | Kerstin Hamberg |
| 2009 | Bamse och det magiska ljuset                               | BA08070 | 15   | Bamse #491-92 – 17-18/2009                    | Mårten Melin                             | Kerstin Hamberg |
| 2010 | Lången, Tjocken och Lillen                                 | PM38    | 7    | Bamse #501 – 9/2010                           | Rune Andréasson                          | Bernt Hanson    |
| 2010 | Happ, Lille Sixten och Suddan                              | BA09066 | 10   | Bamse #502 – 10/2010                          | Susanne Adolfsson                        | Kerstin Hamberg |
| 2010 | Monstret i skafferiet                                      | BA09149 | 3    | Bamse #506 – 14/2010                          | Susanne Adolfsson                        | Kerstin Hamberg |
| 2011 | Bamse och den lilla åsnan I                                | PM17    | 15   | Bamse #517 – 7/2011                           | Rune Andréasson                          | Kerstin Hamberg |
| 2011 | Bamse och den lilla åsnan II                               | PM16    | 18   | Bamse #518 – 8/2011                           | Rune Andréasson                          | Kerstin Hamberg |
| 2011 | Bamse och Mim                                              |         | 11   | Bamse, Mim och Meles (2011)                   | Susanne Adolfsson                        | Kerstin Hamberg |
| 2011 | Asylprocessen                                              |         | 2    | Bamse, Mim och Meles (2011)                   | Jens Hansegård                           | Kerstin Hamberg |
| 2011 | Bamses skola: känslor                                      |         | 1    | Bamse, Mim och Meles (2011)                   | Jens Hansegård                           | Kerstin Hamberg |
| 2011 | Bamses skola: dina rättigheter                             |         | 1    | Bamse, Mim och Meles (2011)                   | Jens Hansegård                           | Kerstin Hamberg |
| 2012 | Dansfeber                                                  | BA11002 | 9    | Bamse #537 – 9/2012                           | Jimmy Wallin                             | Kerstin Hamberg |
| 2012 | Kärr-trollet                                               | PM43    | 15   | Bamse #540 – 12/2012                          | Rune Andréasson                          | Kerstin Hamberg |
| 2013 | Ungarna och spöken                                         | PM40    | 12   | Bamse #554 – 8/2013                           | Rune Andréasson                          | Kerstin Hamberg |
| 2013 | ”13”                                                       | BA13039 | 16   | Bamse #561 – 15/2013                          | Joakim Gunnarsson och Jens Hansegård     | Andreas Qassim  |
| 2013 | Brumma och snögubben                                       | PM41    | 11   | Bamse #563-564 – 17-18/2013                   | Rune Andréasson                          | Kerstin Hamberg |
| 2014 | Bamse och Bella på berget                                  | BA12216 | 9    | Bamse #574 – 10/2014                          | Susanne Adolfsson                        | Andreas Qassim  |
| 2015 | ”Vinden vet” sa Brumma                                     | PM52    | 10   | Bamsebiblioteket: PM-serierna #4              | Rune Andréasson                          | Andreas Qassim  |

## Filmografi
| År   | Titel                                       | Manus | Figurdesign | Layout | Animation | Övrigt                        | Anmärkning                | Ref.        |
| ---- | ------------------------------------------- | ----- | ----------- | ------ | --------- | ----------------------------- | ------------------------- | ----------- |
| 1999 | Cabeza-Pata & Einar: Washingroom Violence   | ✔     | ✔           | ✔      | ✔         | altsaxofon; ljudeffekter      | Visades i Hajk 10/7 2000. | [ 5 ] [ 4 ] |
| 2000 | Kalinkens räddningsskola: Rädda Larma Släck |       |             |        | ✔         |                               |                           | [ 5 ] [ 6 ] |
| 2000 | Svingelskogen                               |       |             |        |           |                               |                           | [ 5 ]       |
| 2006 | Frans: Kul Med Jul (musikvideo)             |       |             |        |           | dockkonstruktör/-skådespelare |                           | [ 7 ]       |
| 2014 | Bamse och tjuvstaden                        |       | ✔           | ✔      |           |                               |                           | [ 8 ]       |
| 2016 | Bamse och häxans dotter                     |       |             | ✔      |           |                               |                           | [ 8 ]       |
| 2018 | Bamse och dunderklockan                     |       |             | ✔      |           |                               |                           | [ 8 ]       |